# Joe Gormley (football)
Pour les articles homonymes, voir Gormley.
Joe Gormley, né le 26 novembre 1989 à Belfast, est un footballeur nord-irlandais. Évoluant au poste d'avant-centre, il joue pour Cliftonville Football Club. Il a été à cinq reprises le meilleur buteur du championnat nord-irlandais

## Biographie
Joe Gormley commence sa carrière de footballeur dans un des clubs majeurs de Belfast, le Cliftonville Football Club. Après quatre matchs en deux saisons, le club ne renouvelle pas son contrat. Gormley s'engage alors avec le club amateur de Crumlin Star. Il y reste deux saisons et attire l'attention de son ancien club en marquant 61 buts lors de la saison 2010-2011. Cliftonville lui propose alors un nouveau contrat.
À Cliftonville il devient un élément majeur de l'équipe qui survole le championnat. Cliftonville remporte deux fois consécutivement le championnat en 2012-2013 et 2013-2014. Il devient le premier joueur du club à marquer plus de 30 buts toutes compétitions confondues lors de deux saisons consécutives. Gormley est deux fois consécutivement le meilleur buteur du championnat en 2013-2014 et 2014-2015. Il est nommé Joueur de l'année en Ulster en 2013-2014 et meilleur joueur de l'année pour l'association des journalistes sportifs nord-irlandais la même saison.
Fort de ces deux saisons, il est recruté par les Anglais du Peterborough United Football Club qui évolue alors en troisième division anglaise. Il signe un contrat courant sur trois saisons. Dès le 25 septembre il est victime d'une grosse blessure à un genou. Il est rapidement écarté de l'équipe première. Lors de l'inter-saison suivante, il est prêté aux Écossais du St Johnstone Football Club. Après deux mois en Écosse, Gormley décide de demander la rupture de ses contrats car il se sent « désillusionné quant au monde du football ». Il retourne en Irlande du Nord. Gormley, Peterborough et St Johnstone décident d'entamer conjointement une démarche auprès de la FIFA pour obtenir la permission de rompre tous les contrats qui le lient à ces deux clubs en dehors de la période normale de transferts.
Au commencement de la saison suivante, Joe Gormley s'engage de nouveau au sein de son club formateur : Cliftonville. Ses talents de buteur reviennent aussitôt puisqu'il termine une nouvelle fois meilleur buteur du championnat au terme de la saison 2017-2018.

## Palmarès

### En club
Avec Cliftonville
- Championnat d'Irlande du Nord
  - Vainqueur en 2012-13 et 2013-14
- Coupe de la Ligue d'Irlande du Nord
  - Vainqueur en 2012-2013, 2013-2014 et 2014-2015.

### Récompenses individuelles
- Meilleur buteur du championnat d'Irlande du Nord lors des saisons 2013-2014, 2014-2015, 2017-2018, 2018-2019 et 2019-2020.
- Meilleur joueur du championnat pour l'association des journalistes sportifs en 2013-2014
- Meilleur joueur d'Ulster en 2013-2014. (Titre attribué au meilleur joueur du championnat nord-irlandais)